# Atletica leggera ai Giochi della XIX Olimpiade - 80 metri ostacoli

Video della Finale (commento in tedesco, immagini in B/N)

Gli 80 metri ostacoli hanno fatto parte del programma femminile di atletica leggera ai Giochi della XIX Olimpiade. La competizione si è svolta nei giorni 17-18 ottobre 1968 allo Stadio Olimpico Universitario di Città del Messico.

## L'eccellenza mondiale
| Campionessa olimpica 1964 | 10"5      | Karin Balzer   | Presente |
| Campionessa europea 1966  | 10"7      | Karin Balzer   | Presente |
| Primatista mondiale       | 10"2 1968 | Vera Korsakova | Presente |
| Vincitrice dei Trials USA | 11"0      | Mamie Rallins  | Presente |

## La gara
Nella prima semifinale, vinta dall'australiana Caird, la campionessa in carica, la tedesca est Karin Balzer rischia la qualificazione giungendo quarta. Dietro di lei, quinta ed eliminata, c'è la primatista mondiale, la sovietica Vera Korsakova. Nell'altra serie la connazionale Pamela Kilborn batte il record olimpico con 10"4; viene eliminata la vincitrice dei Trials, Mamie Rallins.
La finale si preannuncia incertissima.

Le più leste a muoversi dai blocchi sono le due australiane e la taiwanese Chi Cheng. Prevale la Caird di un decimo con il nuovo primato olimpico. La Balzer è solo quinta.

## Risultati

### Turni eliminatori
| 5 Batterie   | 17 ottobre | 34 iscritte   | Si qualificano le prime 3 + il miglior tempo. |
| 2 Semifinali | 18 ottobre | 8 + 8         | Si qualificano le prime 4.                    |
| Finale       | 18 ottobre | 8 concorrenti |                                               |

### Batterie
| Pos. | Atleta                | Nazione          | Tempo ufficiale | Tempo elettrico | Nota |
| ---- | --------------------- | ---------------- | --------------- | --------------- | ---- |
| 1    | Mamie Rallins         | Stati Uniti      | 10"6            | 10"69           | Q    |
| 2    | Vera Korsakova        | Unione Sovietica | 10"6            | 10"74           | Q    |
| 3    | Inge Schell           | Germania Ovest   | 10"7            | 10"77           | Q    |
| 4    | Carmen Smith          | Giamaica         | 11"0            | 11"09           |      |
| 5    | Carla Panerai         | Italia           | 11"0            | 11"10           |      |
| 6    | Enriqueta Basilio     | Messico          | 11"1            | 11"20           |      |
| 7    | Ulla-Britt Wieslander | Svezia           | 11"2            | 11"24           |      |

| Pos. | Atleta            | Nazione       | Tempo ufficiale | Tempo elettrico | Nota            |
| ---- | ----------------- | ------------- | --------------- | --------------- | --------------- |
| 1    | Pam Kilborn       | Australia     | 10"4            | 10"41           | Record olimpico |
| 2    | Valeria Bufanu    | Romania       | 10"9            | 10"92           | Q               |
| 3    | Mária Kiss        | Ungheria      | 10"9            | 10"93           | Q               |
| 4    | Marlene Elejarde  | Cuba          | 10"9            | 10"99           |                 |
| 5    | Marijana Lubej    | Jugoslavia    | 11"0            | 11"02           |                 |
| 6    | Snezhana Yurukova | Bulgaria      | 11"0            | 11"07           |                 |
| 7    | Ann Wilson        | Gran Bretagna | 11"1            | 11"19           |                 |

| Pos. | Atleta                  | Nazione          | Tempo ufficiale | Tempo elettrico | Nota |
| ---- | ----------------------- | ---------------- | --------------- | --------------- | ---- |
| 1    | Patty van Wolvelaere    | Stati Uniti      | 10"6            | 10"65           | Q    |
| 2    | Teresa Sukniewicz       | Polonia          | 10"7            | 10"72           | Q    |
| 3    | Tat'jana Talyševa       | Unione Sovietica | 10"8            | 10"81           | Q    |
| 4    | Carlota Ulloa           | Cile             | 11"1            | 11"13           |      |
| 5    | Jenny Wingerson-Meldrum | Canada           | 11"1            | 11"17           |      |
| -    | Patricia Nutting        | Gran Bretagna    |                 |                 | Rit. |

| Pos. | Atleta             | Nazione       | Tempo ufficiale | Tempo elettrico | Nota  |
| ---- | ------------------ | ------------- | --------------- | --------------- | ----- |
| 1    | Maureen Caird      | Australia     | 10"4            | 10"48           | [ 1 ] |
| 2    | Chi Cheng          | Taiwan        | 10"5            | 10"53           | Q     |
| 3    | Danuta Straszyńska | Polonia       | 10"7            | 10"72           | Q     |
| 4    | Inge Aigner        | Austria       | 10"8            | 10"83           | q     |
| 5    | Meta Antenen       | Svizzera      | 10"9            | 10"95           |       |
| 6    | Pat Jones          | Gran Bretagna | 11"0            | 11"03           |       |
| 7    | Roswitha Emonts    | Belgio        | 11"4            | 11"50           |       |

| Pos. | Atleta             | Nazione          | Tempo ufficiale | Tempo elettrico | Nota |
| ---- | ------------------ | ---------------- | --------------- | --------------- | ---- |
| 1    | Karin Balzer       | Germania Est     | 10"7            | 10"72           | Q    |
| 2    | Elżbieta Żebrowska | Polonia          | 10"8            | 10"83           | Q    |
| 3    | Judy Dyer          | Stati Uniti      | 10"9            | 10"94           | Q    |
| 4    | Liudmila Ievleva   | Unione Sovietica | 10"9            | 10"97           |      |
| 5    | Yeh Chu-Mei        | Taiwan           | 11"7            | 11"77           |      |
| 6    | Cecilia Sosa       | El Salvador      | 12"8            | 12"90           |      |

### Semifinali
| Pos. | Atleta               | Nazione          | Tempo ufficiale | Tempo elettrico | Nota |
| ---- | -------------------- | ---------------- | --------------- | --------------- | ---- |
| 1    | Maureen Caird        | Australia        | 10"5            | 10"59           | Q    |
| 2    | Patty van Wolvelaere | Stati Uniti      | 10"6            | 10"72           | Q    |
| 3    | Tat'jana Talyševa    | Unione Sovietica | 10"7            | 10"80           | Q    |
| 4    | Karin Balzer         | Germania Est     | 10"8            | 10"83           | Q    |
| 5    | Vera Korsakova       | Unione Sovietica | 10"8            | 10"86           |      |
| 6    | Teresa Sukniewicz    | Polonia          | 10"9            | 11"00           |      |
| 7    | Valeria Bufanu       | Romania          | 11"0            | 11"08           |      |
| 8    | Inge Aigner          | Austria          | 11"1            | 11"12           |      |

| Pos. | Atleta             | Nazione        | Tempo ufficiale | Tempo elettrico | Nota  |
| ---- | ------------------ | -------------- | --------------- | --------------- | ----- |
| 1    | Pam Kilborn        | Australia      | 10"4            | 10"44           | [ 1 ] |
| 2    | Chi Cheng          | Taiwan         | 10"5            | 10"56           | Q     |
| 3    | Danuta Straszyńska | Polonia        | 10"5            | 10"60           | Q     |
| 4    | Elżbieta Żebrowska | Polonia        | 10"6            | 10"70           | Q     |
| 5    | Mamie Rallins      | Stati Uniti    | 10"6            | 10"70           |       |
| 6    | Judy Dyer          | Stati Uniti    | 10"8            | 10"84           |       |
| 7    | Inge Schell        | Germania Ovest | 10"8            | 10"84           |       |
| 8    | Mária Kiss         | Ungheria       | 11"2            | 11"22           |       |

### Finale
| Pos.    | Corsia | Atleta               | Età | Nazione          | Tempo ufficiale | Tempo elettrico | Nota            |
| ------- | ------ | -------------------- | --- | ---------------- | --------------- | --------------- | --------------- |
| Oro     | 1      | Maureen Caird        | 17  | Australia        | 10"3            | 10"39           | Record olimpico |
| Argento | 8      | Pam Kilborn          | 29  | Australia        | 10"4            | 10"46           |                 |
| Bronzo  | 2      | Chi Cheng            | 24  | Taiwan           | 10"4            | 10"51           |                 |
| 4       | 7      | Patty van Wolvelaere | 18  | Stati Uniti      | 10"5            | 10"60           |                 |
| 5       | 5      | Karin Balzer         | 30  | Germania Est     | 10"6            | 10"61           |                 |
| 6       | 4      | Danuta Straszyńska   | 26  | Polonia          | 10"6            | 10"66           |                 |
| 7       | 6      | Elżbieta Żebrowska   | 23  | Polonia          | 10"6            | 10"66           |                 |
| 8       | 3      | Tat'jana Talyševa    | 30  | Unione Sovietica | 10"7            | 10"72           |                 |